# Sòl (dret)

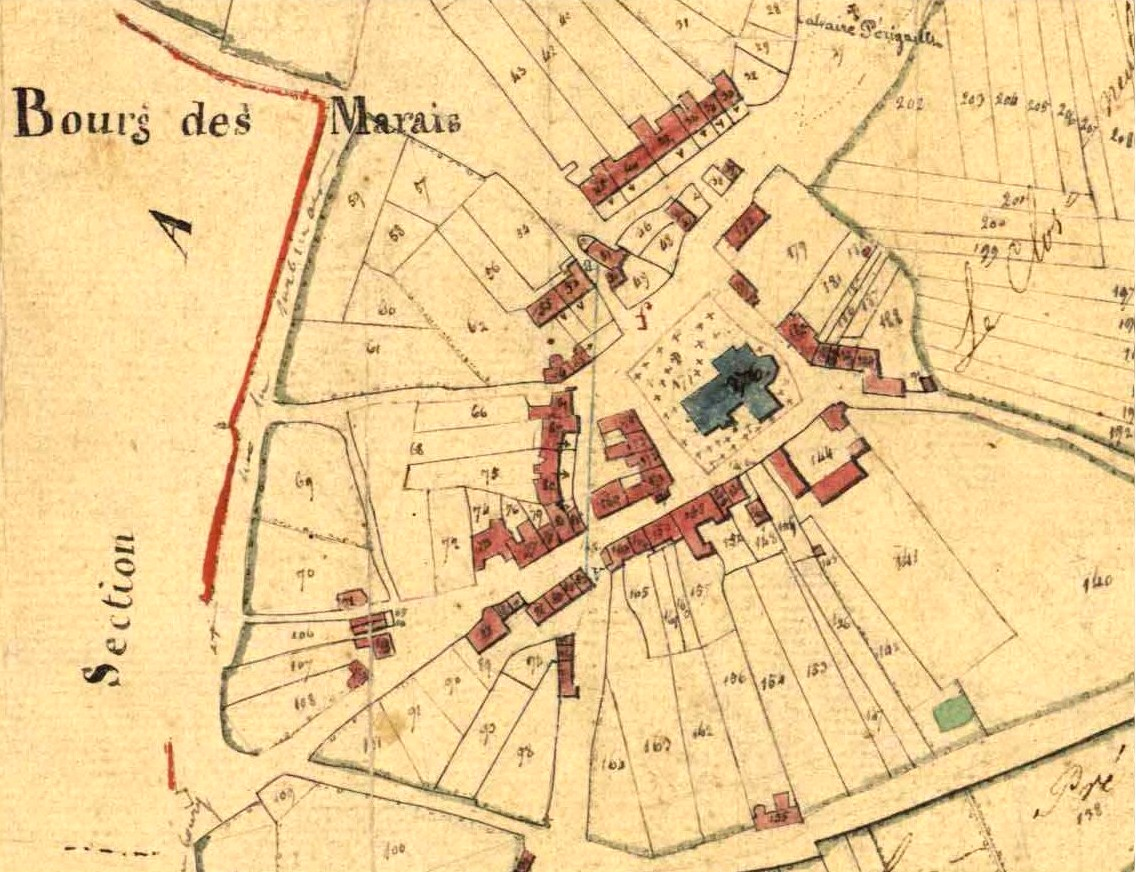
Plànol cadastral del municipi de Bourg des Marais (França), corresponent a l'any 1825. Es veuen els límits de les propietats, les referències, els carrers, les edificacions així com altres indicacions. Els colors identifiquen usos del sòl i edificacions.

En dret, economia, urbanisme, etc. el sòl és la superfície de la terra considerada com a suport sobre el qual es mouen els homes i els animals o sobre el qual s'assenten les coses
El sòl així definit té en la legislació bàsica, la consideració de bé jurídic immoble.
D'acord amb el Codi Civil d'Espanya, un bé és tot allò que pot ser o és objecte d'apropiació. Els béns es classifiquen en:
- Béns immobles : en general són els que no es poden traslladar d'un lloc a altre. L'art. 334 del «Libro Segundo del Código Civil» d'Espanya, fa una completa i detallada enumeració del que són els béns immobles tot incloent, pel que fa al sòl: els edificis i construccions a ell adherides, els arbres i tot allò que no pugui separar-se del sòl sense que es trenqui o malmeti d'una forma o altra, etc., fins i tot les concessions administratives de les obres públiques i les servituds i altres drets reals sobre els béns immobles.
- Béns mobles : en general són tots els no compresos en la definició dels béns immobles o tots els que poden ser traslladats d'un lloc a altre sense que pateixin alteració, ni el mateix bé moble, ni el bé immoble al qual estiguin vincul·lats.[3] Com a exemples de béns mobles tenim: els automòbils, els animals domèstics, els mobles, els llibres, els quadres, els diners, les pensions, els títols representatius de préstecs, etc.[4]

El Dret civil català que pel que fa al sòl i altres béns el dret aplicable està compilat en el Llibre cinquè Arxivat 2013-03-31 a Wayback Machine. del Codi Civil de Catalunya, la definició de béns immobles és essencialment la mateixa però dit tot d'una altra manera
Respecte als béns mobles són les coses que es poden transportar i els altres béns que les lleis no qualifiquen expressament com a immobles.

## Dret de propietat
La propietat és el dret de gaudir i disposar d'una cosa, sense més limitacions que les establertes en les lleis. El propietari d'una cosa té acció contra qui la tingui o la posseeixi, per reivindicar-la.
El Dret de propietat és el més important dels drets que radiquen en les coses, ja que la resta de drets sobre les coses deriven d'aquest doncs, en l'esfera jurídica, es presenten com a restriccions o limitacions a l'exercici de les facultats de la propietat.
Pel que fa al sòl, el dret de propietat implica que el propietari d'un terreny és amo de la seva superfície i del que està sota d'aquesta i pot fer-hi les obres, plantacions i excavacions que li convinguin, salves les servituds, i amb subjecció al que disposen les lleis sobre mines i aigües i les lleis o els reglaments de policia. S'exceptuen els tresors amagats, descoberts casualment, la meitat dels quals pertany a qui l'ha descobert.
A Catalunya, la referència a les lleis de Mines o Aigües i als reglaments de policia, es substitueix pel redactat de l'article 541-1.2 Arxivat 2020-02-23 a Wayback Machine. del «Llibre cinquè del Codi Civil de Catalunya» que diu: «Les facultats que atorga el dret de propietat s'exerceixen, d'acord amb la seva funció social, dins dels límits i amb les restriccions que estableixen les lleis.»

### Limitacions al dret de propietat

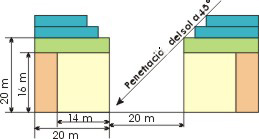
Evolució de l'alçada i fondària dels edificis a l'Eixample de Barcelona. El color groc pàl·lid correspon al Pla Cerdà original, els colors ocre i verd reflecteixen genèricament les ordenances d'edificació actuals, el color blau corresponent a l'àtic i sobreàtic que ja no s'admeten per les actuals ordenances d'edificació.

El contingut del dret de propietat és limitat per les lleis, tal com justament assenyala l'article 348 del «Libro Segundo del Código Civil» d'Espanya. Procedeix ara conèixer quines són les limitacions legals, establertes per diverses lleis o reglaments, que garanteixen que les facultats inherents al dret de propietat s'exerceixin, d'acord amb la seva funció social, dins dels límits i amb les restriccions que les mateixes lleis i reglaments indiquen.
Les principals limitacions legals del dret de propietat sobre el sòl o altres béns immobles, són les que deriven de la legislació sobre mines i aigües i s'estudien en la secció «El subsòl» d'aquest article.
Les altres limitacions legals al dret de propietat deriven bàsicament de les lleis urbanístiques, mediambientals, d'infraestructures i les de defensa i seguretat. La seva legitimitat està basada en el compliment de les funcions socials que són part dels objectius de les mateixes lleis.

#### Limitacions urbanístiques
El conjunt de lleis i reglaments urbanístics i les disposicions derivades com són els instruments de planejament urbanístic, les ordenances, etc., constitueixen el cos normatiu bàsic que regula l'ús del sòl i el dret a edificar. Les disposicions són aplicables en cada cas, basant-se en la competència territorial de les diferents administracions. El referit conjunt de disposicions constitueix un límit cert i objectiu a les facultats inherents al dret de propietat que es concreten, per a cada cas, en els instruments de planejament municipal general o parcial, o de planejament especial, i deriven de:
- La classificació del sòl que estableix per a cada tipus de sòl, el corresponent règim jurídic.
- L'estructura orgànica del territori que estableix tant les infraestructures de la xarxa de comunicacions com els sistemes d'equipaments i zones verdes i les àrees de protecció.
- Les qualificacions urbanístiques de les zones o sòls amb aprofitament urbanístic les quals, en sòl urbà determinen tant els usos del sòl i l'edificació, com l'aprofitament urbanístic i els paràmetres principals a que s'han d'ajustar les edificacions. En altres classes de sòl, les qualificacions urbanístiques determinen especificacions tant de protecció mediambiental com de transformació segons paràgraf següent.
- La modalitat i condicions per transformar el sòl no urbà en sòl urbà, establint els paràmetres fonamentals com l'aprofitament urbanístic així com la resta d'especificacions a que s'ha d'ajustar l'actuació mitjançant l'aprovació dels instruments de planejament adients i l'efectiva urbanització dels terrenys, previ el repartiment just de càrregues i beneficis.
- Els reglaments d'activitats, que regulen les condicions en que s'han de desenvolupar les activitats real o potencialment molestes, insanes o perilloses, així com el conjunt d'activitats econòmiques amb rellevància territorial segons els seus reglaments específics com per exemple, el comerç amb les regulacions específiques per a grans, mitjanes o petites superfícies.

Respecte de les limitacions de les següents seccions és convenient, però no necessari, que estiguin reflectides en els instruments de planejament urbanístic general i també derivat, ja que el cos normatiu urbanístic de l'Estat espanyol amb més de 35 anys de vigència, amb les corresponents revisions fruit de l'experiència en l'aplicació de les seves disposicions, és el més complet i coherent del conjunt de normes d'àmbit territorial. En tot cas, les lleis urbanístiques estableixen les modalitats i els tràmits per a modificar o revisar els instruments de planejament urbanístic amb l'objectiu, entre d'altres, d'adaptar-los a noves disposicions provinents d'àmbits complementaris com els de medi ambient, infraestructures, etc., per exemple: l'aprovació del Parc Natural de la Serra de Collserola (disposició mediambiental), va ser seguit d'una modificació del Pla General Metropolità de Barcelona (disposició urbanística); o l'aprovació del traçat ferroviari d'alta velocitat (disposició d'infraestructures), va ser seguit dels corresponents plans espacials urbanístics relatius al traçat de la línia i les seves zones de protecció (disposició urbanística) en tots els municipis afectats per a més endavant, incorporar les corresponents determinacions al planejament general municipal mitjançant l'oportuna revisió o modificació (disposició urbanística).

#### Limitacions mediambientals
L'objecte del conjunt de lleis mediambientals tant de l'Estat espanyol com de les Comunitats Autònomes és la protecció del medi ambient mitjançant mesures de prevenció, reparació i en el seu cas, sanció de les activitats econòmiques o professionals que causin o puguin causar danys al medi ambient. A tal fi hom pot distingir dos tipus de normes mediambientals:
1. Les que regulen les activitats en ordre a les finalitats pròpies de la legislació mediambiental.
2. Les de base territorial, que s'apliquen a la protecció de determinats àmbits en forma directa com poden ser les referides als espais naturals, o indirectes, com poden ser les normes de protecció de determinades espècies animals.

En els àmbits estatals i autonòmics hi ha disposicions d'ambdós tipus i el conjunt corresponent constitueix un límit cert i objectiu a les facultats ineherents al dret de propietat. Les principals disposicions de protecció mediambiental vigents en els diferents àmbits són:

##### Estat espanyol
«Ley 26/2007, de 23 de octubre, de Responsabilidad Medioambiental», en aplicació de la Directiva 2004/35/CE del Parlament Europeu i del Consell, de 21 abril, 2004. Regula la responsabilitat dels operadors de prevenir, evitar i reparar els danys mediambientals, de conformitat amb l'article 45 de la Constitució i amb els principis de prevenció i al principi de «qui contamina paga».
No tots els recursos naturals estan protegits per aquesta Llei, ja que només ho estan aquells que tenen cabuda en el concepte de dany mediambiental: les aigües, el sòl, la ribera del mar i de les ries, les espècies de la flora i de la fauna silvestres presents permanent o temporalment a Espanya, així com els hàbitats de totes les espècies silvestres autòctones. Perquè la llei pugui ser aplicada, s'haurà d'estar en presència d'amenaces de danys o de danys pròpiament dits que produeixin efectes adversos significatius sobre el mateix recurs natural. En el cas dels sòls el concepte de dany inclou, a més, els riscos significatius que es produeixin efectes adversos sobre la salut humana.

##### Illes Balears
«Decret Llei 1/2007 de 23 de novembre, de mesures cautelars fins a l'aprovació de normes de protecció d'àrees d'especial valor ambiental per a les Illes Balears», en el qual s'adopten mesures cautelars a l'espera de l'aprovació, en el futur, d'una llei de mesures per a un desenvolupament territorial sostenible, el contingut del qual ha d'afectar, entre altres extrems, les dimensions i les característiques dels sòls definits com a àrees d'especial protecció d'interès per a les Illes Balears. S'encomana que l'instrument d'ordenació territorial de les illes d'Eivissa i Formentera determini, si escau, els nous paràmetres per a l'edificació a les Àrees Naturals d'Especial Interès ponderant la preservació, entre d'altres, de la qualitat natural del territori, de la seva singularitat i dels valors històrico-culturals vinculats al paisatge.

##### Catalunya
«Llei 20/2009, del 4 de desembre, de prevenció i control ambiental de les activitats» l'objecte de la qual és establir el sistema d'intervenció administrativa de les activitats amb incidència ambiental tot integrant l'avaluació d'impacte ambiental de les activitats. Les finalitats de la llei són :
1. Assolir un nivell alt de protecció de les persones i del medi ambient en el seu conjunt.
2. Afavorir un desenvolupament sostenible.
3. Simplificar els tràmits administratius.
4. Regular l'activitat productiva per tal que sigui respectuosa amb el medi ambient.

El «El Pla d'espais d'interès natural de Catalunya» (PEIN), s'adreça a l'establiment d'un sistema d'àrees protegides per garantir la conservació de la biodiversitat i el patrimoni natural, juntament amb la promoció de l'ús sostenible dels recursos naturals, tot establint la xarxa d'espais naturals protegits a Catalunya, amb l'objectiu de conservar el patrimoni geològic, els hàbitats i els ecosistemes més representatius i més ben conservats.

##### Comunitat Valenciana
«Llei 11/1994, de 27 de desembre, de la Generalitat Valenciana, d'Espais Naturals Protegits de la Comunitat Valenciana», l'objecte de la qual és establir el règim aplicable als espais naturals protegits i als espais protegits de la Xarxa Natura 2000 a la Comunitat Valenciana amb els criteris, entre d'altres de: 
- Preservació dels ecosistemes o ambients d'especial rellevància, tant naturals com antropitzats.
- Manteniment dels processos i relacions ecològiques que permeten el funcionament d'aquests ecosistemes.
- Conservació dels recursos naturals des del punt de vista del seu ús sostingut amb criteris de desenvolupament ecològic.
- Preservació de la diversitat genètica.
- Preservació de la singularitat i bellesa dels paisatges.
- Preservació dels valors científics i culturals del medi natural.
- Ús social dels espais naturals, des del punt de vista de l'estudi, l'ensenyament i el gaudi ordenat de la natura.

#### Servituds
La servitud és un gravamen imposat sobre un immoble en benefici d'un altre pertanyent a diferent amo. L'immoble a favor del qual està constituïda la servitud es diu predi dominant; el que la pateix, predi servent. En establir una servitud s'entenen concedits tots els drets necessaris per al seu ús.
L'amo del predi dominant pot fer, a càrrec seu, sobre el predi servent, les obres necessàries per a l'ús i conservació de la servitud, però sense alterar-la ni fer-la més costosa i amb l'obligació d'ocasionar la menor incomoditat possible l'amo del predi servent.
L'amo del predi servent no pot menyscabar de cap manera l'ús de la servitud constituïda. Malgrat l'anterior, si la servitud arriba a ser molt incòmoda per a l'amo del predi servent o el priva de fer-hi obres, o millores importants, es pot variar a càrrec seu, sempre que ofereixi un altre lloc o forma igualment còmodes, i de manera que no resulti perjudici a l'amo del predi dominant o als que tinguin dret a l'ús de la servitud.
A Catalunya la servitud és el dret real que grava parcialment una finca, que és la servent, en benefici d'una altra, que és la dominant, i pot consistir en l'atorgament a aquesta d'un determinat ús de la finca servent o en una reducció de les facultats del titular de la finca servent. Els titulars del dret de servitud es poden beneficiar de la finca servent en la mesura en què ho determinen el títol de constitució o el Codi civil (art. 566-1 llibre 5). La servitud s'exerceix de la manera més adequada per a obtenir la utilitat de la finca dominant i, alhora, de la menys incòmoda i/o lesiva per a la finca servent (art. 566-4.2 llibre 5). Els propietaris de la finca servent, si l'exercici de la servitud esdevé excessivament carregós i incòmode, poden exigir, a llur càrrec, les modificacions que creguin convenients en la manera i el lloc de prestar la servitud, sempre que no en disminueixin el valor i la utilitat (art. 566-4.3 llibre 5).
Les servituds poden ser legals o voluntàries segons s'estableixin per la llei o per la voluntat dels propietaris.
Tot i que les servituds afecten o poden afectar exclusivament als béns immobles, d'ara endavant ens referirem únicament a les servituds que afecten al sòl.

##### Servituds legals
Les servituds imposades per la llei tenen per objecte la utilitat pública o l'interès dels particulars. Les servituds establertes per a utilitat pública o comunal es regeixen per les lleis i reglaments especials que les determinen, o si no hi són, per les disposicions del títol VII del CCE. Les servituds que imposa la llei en interès dels particulars, o per causa d'utilitat privada es regiran per les disposicions del títol VII esmentat, sense perjudici del que disposin les lleis, reglaments i ordenances generals o locals sobre policia urbana o rural. Aquestes servituds poden ser modificades per conveni dels interessats quan no ho prohibeixi la llei ni perjudici a tercer.
Les principals servituds legals són les relatives a:
- Les aigües superficials o que discorren per la superfície.
- El pas o accés a camí públic o el pas de ramats.
- Les parets o tanques, rases o fonaments i séquies o conduccions d'aigües en el límit entre finques veïnes.
- Les llums i vistes entre finques veïnes, en les parets mitgeres o en les parets properes als límits entre finques.
- El desguàs dels edificis, la retenció i canalització de les aigües dels terrats i solars, etc.
- Les distàncies respecte a les infraestructures, instal·lacions de la defensa nacional i altres, etc.
- Les plantacions d'arbres prop dels límits entre finques.

## El subsòl
L'amo o propietari d'un terreny, és a dir del sòl, no és propietari del subsòl, ja que les limitacions que les lleis de Mines i d'Aigües reconeixen el gruix del sòl susceptible d'apropiació privada només fins on arribi el treball del propietari, sia pel conreu (les arrels dels arbres) o per a la construcció (els soterranis o fonaments), sia també per a altre objecte que no sigui la mineria.
“El subsòl és la part profunda del terreny a la qual no arriben els aprofitaments superficials dels predis”, que les lleis consideren del domini públic i permeten d'ésser concedida per a l'explotació minera definicions del 
El conjunt de jaciments mineralògics d'origen natural i recursos geològics existents en el territori de l'Estat, d'acord amb l'article 2 de la «Article 2.1 de la Ley 22/1973, de 21 de julio, de Minas.» són béns de domini públic. Hi ha dues excepcions generals a aquest precepte :
1. Els d'escàs valor econòmic i comercialització geogràficament restringida, així com aquells l'aprofitament únic dels quals sigui el d'obtenir fragments de mida i forma apropiats per la seva utilització directa en obres d'infraestructura, construcció i altres usos que no exigeixen més operacions que les d'arrencada, menyscapte i calibrat (article 3.1 en relació amb l'article 16.1, ambdós preceptes de la llei citada).
2. L'extracció ocasional i d'escassa importància de recursos minerals, sempre que ho faci el propietari d'un terreny per al seu ús exclusiu i sense que calgui aplicar cap tècnica minera (article 3.2 de la llei citada).

Els aqüífers o les formacions geològiques per on discorren o puguin discórrer aigües subterrànies, als efectes dels actes de disposició o d'afecció dels recursos hidràulics, són béns de domini públic (art. 2 de la llei d'aigües)
Les obres d'infraestructures en el subsòl, com els túnels de ferrocarril o de vialitat, el metro en les ciutats, els col·lectors soterrats d'aigües residuals o pluvials, les infraestructures soterrades, etc. En afectar el subsòl es basen en les mateixes consideracions que s'han fet per a la mineria i aqüífers, mentre que pel que fa a les afectacions, igualment soterrades, però en el gruix del que es defineix com a sòl, s'han d'entendre com a servituds i es regeixen pel que diuen les lleis corresponents.